# Saint-Paul-le-Gaultier
Saint-Paul-le-Gaultier is een gemeente in het Franse departement Sarthe (regio Pays de la Loire) en telt 272 inwoners (2004). De plaats maakt deel uit van het arrondissement Mamers.

## Geografie
De oppervlakte van Saint-Paul-le-Gaultier bedraagt 15,5 km², de bevolkingsdichtheid is 17,5 inwoners per km².
De onderstaande kaart toont de ligging van Saint-Paul-le-Gaultier met de belangrijkste infrastructuur en aangrenzende gemeenten.

## Demografie
Onderstaande figuur toont het verloop van het inwonertal (bron: INSEE-tellingen).

1. ↑  Populations de référence 2022.